# Gmina Hekal
Gmina Hekal (alb. Komuna Hekal) – gmina położona w środkowo-zachodniej części Albanii. Administracyjnie należy do okręgu Mallakastra w obwodzie Fier. W 2011 roku populacja gminy wynosiła 2623 osób w tym 1311 kobiety oraz 1312 mężczyzn, z czego Albańczycy stanowili 75,22% mieszkańców. 
W skład gminy wchodzą cztery miejscowości: Hekal, Klos, Mollaj, Romës.